# Savignac-les-Ormeaux
Savignac-les-Ormeaux – miejscowość i gmina we Francji, w regionie Oksytania, w departamencie Ariège.
Według danych na rok 2010 gminę zamieszkiwały 433 osoby, a gęstość zaludnienia wynosiła 15 osób/km².